# Bodilus flagrans
Bodilus flagrans är en skalbaggsart som beskrevs av Wilhelm Ferdinand Erichson 1843. Bodilus flagrans ingår i släktet Bodilus och familjen Aphodiidae. Inga underarter finns listade.